# لیلیوم لانکیفلیوم
لیلیوم لانکیفلیوم (نام علمی: Lilium lancifolium) نام یک گونه از سرده گل سوسن است.